# Escepsis

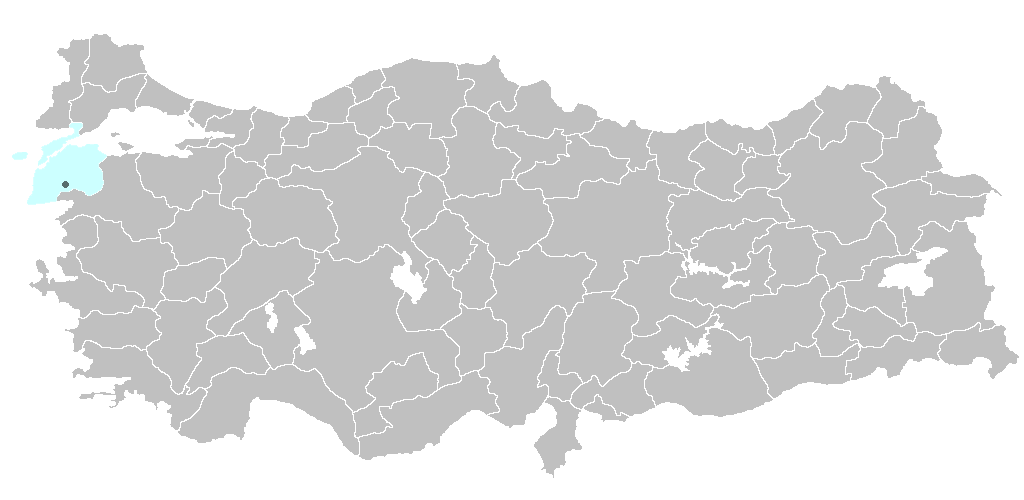
Localización aproximada de Escepsis (punto azul) en la provincia de Çanakkale (zona sombreada en azul pálido), Turquía.

Mapa con algunas de las principales antiguas ciudades griegas de Eólida, en la zona septentrional de Asia Menor. Escepsis figura al noreste de Cebrene.

Escepsis (griego antiguo Σκέψις, Scepsis) fue un antiguo asentamiento en Misia, Asia Menor que está en el presente en el lugar que ocupa la localidad de Kurşunlu Tepe, cerca de la ciudad de Bayramiç en Turquía. Es notable por haber sido el sitio donde fue guardada la famosa biblioteca de Aristóteles, que fue trasladada posteriormente a Pérgamo y a Alejandría.

## Historia
La ciudad de Escepsis estuvo situada en dos lugares diferentes, no contemporáneos: Palescepsis en el Monte Ida, y el asentamiento de la propia Escepsis.
Sobre la identificación de la nueva y la vieja Escepsis, para W. Leaf, el texto de Estrabón ha sido bastante perjudicial por sus datos confusos. J. M. Cook objeta a este autor algunos de sus argumentos y establece dos grupos en las menciones de Palescepsis en Estrabón. Según uno de ellos, Geografía xiii.1.51-52, la ciudad se encuentra en la misma región que Escepsis, en la cuenca del Escamandro, pero según el otro grupo (principalmente ibíd. xiii.1.45) está mucho más al interior, en la cuenca del Esepo. Cook concluye que posiblemetne esta última fuera distinta de la que está detrás de Cebrene en la cuenca del Escamandro, para la que se apoya en la afirmación de Estrabón en Geografía.xiii.1.45 de que había muchas Palescepsis.

### Palescepsis
Palescepsis (antigua Escepsis) es notable por la tradición nativa sobre que era una de las capitales de los dominios del legendario Eneas. Se hallaba situada próxima al nacimiento del río Esepo, en lo alto del monte Ida. William Vaux pudo tomar nota en 1877 de que una aldea de las cercanías todavía llevaba el nombre de''Eski Skisepje, lo que en turco corresponde a "Palescepsis".
El Dr. Andreas David Mordtmann, el descubridor del asentamiento, es citado por el Dr. Archibald Ross Colquhoun en una referencia de Vaux:

Descubrí la ciudad más antigua con su acrópolis, torres y murallas construidas con piedra labrada, y equipadas con cuatro puertas. La antigüedad del lugar queda manifestada por un roble con sus raíces fijadas en la muralla, y por su tronco que tenía una circunferencia de 530 centímetros. Basándome en Estrabón, primero fui consciente de que había descubierto, probablemente, los restos más antiguos de Asia Menor, y que no podían ser otros que los de Palescepsis.

El mineralogista y viajero inglés Edward Daniel Clarke en su vasto viaje por Tróade llegó en marzo de 1801 hasta los sitios arqueológicos de Kurşunlu Tepe (Escepsis) y de Kaz Dağ. Junto con Cripps descubrió el emplazamiento de Troya.

### Escepsis
La posterior Escepsis estaba, desde Palescepsis, a unos sesenta estadios más abajo del monte Ida.
Es memorable el descubrimiento que se produjo durante la época de Sila, de las obras de Aristóteles y de Teofrasto, que habían sido enterradas por los incultos parientes de un tal Neleo de Escepsis (un alumno de Aristóteles y amigo de Teofrasto, así que no se las llevó Átalo I, rey de Pérgamo, cuando estaba fundando la Biblioteca de Pérgamo.
Varias veces en su historia, los ciudadanos de Escepsis se vieron obligados a mudarse a otra parte. Cuando los habitantes de las ciudades de los alrededores fueron obligados a emigrar a Troya, los escepsios también se vieron obligados a trasladarse. Escepsis fue evacuada de nuevo cuando los residentes de ciudades vecinas se vieron obligados a vivir en Alejandría de Tróade.

## Escepsios ilustres
- Neleo de Escepsis, discípulo tanto de Aristóteles como de Teofrasto y heredero de la biblioteca de este último, que comprendía a su vez la del primero.[8]
- Erasto y Corisco, filósofos socráticos, quienes junto con el suegro de Aristóteles, Hermias de Atarneo, son los destinatarios de la Carta VI de Platón y discípulos de éste, según Diógenes Laercio.[9]